# Янкі (Ґостинінський повіт)
Янкі (пол. Janki) — село в Польщі, у гміні Щавін-Косьцельни Ґостинінського повіту Мазовецького воєводства.
Населення — 73 особи (2011).
У 1975—1998 роках село належало до Плоцького воєводства.

## Демографія
Демографічна структура станом на 31 березня 2011 року:
|          | Загалом | Допрацездатний вік | Працездатний вік | Постпрацездатний вік |
| -------- | ------- | ------------------ | ---------------- | -------------------- |
| Чоловіки | 36      | 11                 | 20               | 5                    |
| Жінки    | 37      | 12                 | 14               | 11                   |
| Разом    | 73      | 23                 | 34               | 16                   |